# Принудительные меры медицинского характера
Принудительные меры медицинского характера — меры государственного принуждения, как правило, являющиеся разновидностью иных мер уголовно-правового характера, суть которых заключается в принудительной госпитализации, амбулаторном лечении или применении иных процедур медицинского характера к лицам, совершившим общественно опасные деяния. Как правило, лечение таких лиц имеет  психиатрический или наркологический характер.
Принудительные меры медицинского характера не являются видом наказания и многими учёными не признаются формой реализации уголовной ответственности. Основной целью данных мер является улучшение состояния здоровья лица и устранение его опасности для себя и для окружающих.
Между понятиями «недобровольные психиатрические меры» и «принудительные меры медицинского характера» (последние включают в себя принудительное психиатрическое лечение) есть существенные юридические различия. Принудительное психиатрическое лечение обычно осуществляется по отношению к лицам, совершившим общественно опасные деяния, в случае же недобровольных мер это условие необязательно.

## История
Истории известны различные подходы к обращению с опасными для общества душевнобольными. В Древнем Риме их помещали в темницы. В период Средних веков душевные болезни зачастую рассматривали как одержимость дьяволом, в результате чего к больным применялись крайне жестокие меры, вплоть до сожжения на костре. В XV—XVI появляются первые психиатрические больницы, однако обращение с находящимися там лицами было далёким от гуманного: основными средствами воздействия были заковывание в цепи, розги, карцер, помещение в тёмную комнату и др. Исключения из данного правила были редки: например, Constitutio Criminalis Carolina — уголовный кодекс Карла V (1532), содержал положение о том, что ненаказуемыми являются деяния, когда «убивают люди, лишенные разума».
При этом в европейских странах вплоть до XIX века и здоровые, и душевнобольные преступники содержались в тюрьмах совместно. Специальные учреждения, в которые помещались совершившие общественно опасные деяния лица, страдающие психическими расстройствами, стали появляться только в XIX веке. Значительную роль в этом сыграли работы французского психиатра Ф. Пинеля (1745—1826), которые в целом значительно улучшили положение душевнобольных. Французский Уголовный кодекс 1810 года содержал положение, согласно которому лица, совершившие деяние в состояние безумия, не несли ответственности за своё деяние.
Дальнейшее развитие данного института связано с воззрениями представителей социологической школы уголовного права, которые рассматривали душевнобольных, алкоголиков и наркоманов как лиц, находящихся в «опасном состоянии» и вследствие этого допускали применение к ним принудительных мер, направленных на обеспечение безопасности общества. Именно под влиянием данных воззрений принудительные меры медицинского характера были включены в законодательство многих стран.

## Принудительные меры медицинского характера в законодательстве стран мира
В настоящее время принудительные меры медицинского характера предусмотрены законодательством большинства стран мира. Принудительное лечение душевнобольных преступников предусмотрено международными правовыми актами. Минимальные стандартные правила обращения с заключёнными (приняты на первом Конгрессе ООН по предупреждению преступности и обращению с правонарушителями 30 августа 1955 г.) предусматривают положение о том, что лиц, сочтённых душевнобольными, не следует подвергать тюремному заключению, поэтому необходимо принимать меры для их скорейшего перевода в заведения для душевнобольных (правило 82 (1)). Принципы защиты психически больных лиц и улучшения психиатрической помощи (утверждены Резолюцией Генеральной Ассамблеи ООН от 17 декабря 1991 г. 46/119) предусматривают, что в отношении лиц, совершивших запрещённые уголовным законом деяния, если предполагается или установлено, что они страдают психическим заболеванием, общие принципы защиты подлежат применению в полном объёме с такими минимальными, необходимыми в данных обстоятельствах изменениями и исключениями, которые не будут наносить ущерб их правам (принцип 20).
В большинстве случаев принудительные меры медицинского характера рассматриваются как разновидность иных мер уголовно-правового характера («мер безопасности»). В таком качестве они присутствуют в законодательстве Австрии, Алжира, Афганистана, Боливии, Федерации Боснии и Герцеговины, Бразилии, Великобритании, Гватемалы, Германии, Гондураса, Греции, Дании, Ирака, Исландии, Испании, Италии, Камеруна, Колумбии, Коста-Рики, Кот д’Ивуара, Кубы, Ливана, Македонии, Марокко, Мексики, Молдовы, Никарагуа, Панамы, Перу, Польши, Португалии, Республики Сербской, России, Румынии, Сальвадора, Сан-Марино, Уругвая, Чили, Швейцарии, Эфиопии.
В некоторых странах принудительные меры медицинского характера формально не включены в категорию таких мер, выступая как самостоятельный уголовно-правовой институт (Белоруссия, Киргизия, Латвия).
В ряде государств (КНР, Франция, Япония, большинство бывших британских колоний) принудительные меры медицинского характера применяются не в рамках уголовного судопроизводства, а на основании норм гражданского или административного права. В этих странах они не включаются в число уголовно-правовых институтов.

### Виды принудительных мер медицинского характера
Существует несколько оснований классификации принудительных мер медицинского характера. В частности, можно выделить:
- принудительные меры медицинского характера, которые назначаются вместо наказания и иных мер уголовной ответственности, и применяемые вместе с наказанием;
- принудительные меры медицинского характера, связанные с ограничением свободы лица, к которому они применяются, и не связанные с таковым;
- принудительные меры психиатрического, наркологического и иного характера.

### Основания применения принудительных мер медицинского характера
Принудительные меры медицинского характера могут применяться только к лицам, совершившим преступления или общественно опасные деяния, образующие объективную сторону предусмотренного законом преступления.
Большинство стран мира предусматривает следующие основания назначения лицу, совершившему общественно опасное деяние, принудительных мер медицинского характера:
- совершение общественно опасного деяния, образующего объективную сторону предусмотренного уголовным законодательством преступления, в состоянии невменяемости;
- наступление психического расстройства, исключающего возможность назначения или исполнения наказания, после совершения лицом преступления;
- наличие психического расстройства, не исключающего вменяемости, у лица, совершившего преступление;
- необходимость в лечении алкоголизма, наркомании или токсикомании у лица, совершившего преступление.

В некоторых странах судом не может быть назначено принудительное лечение наркологических заболеваний у осуждённых (Дания, Колумбия, Нидерланды, Сан-Марино, Судан). Законодательство Латвии, России, Украины и Эстонии предусматривает обязательное лечение осуждённых, больных алкоголизмом, наркоманией или токсикоманией, но не в порядке принудительных мер медицинского характера.
В отдельных государствах предусматривается применение принудительных мер медицинского характера к лицам, которые страдают заболеваниями, не являющимися психиатрическими или наркологическими. Законодательство Киргизии предусматривает, что принудительному лечению, совмещённому с отбыванием наказания, подлежат также лица, страдающие туберкулёзом, венерическими заболеваниями и ВИЧ-инфекцией. УК Украины предусматривает принудительное лечение, которое может быть применено к любому осуждённому, у которого выявлена болезнь, представляющая опасность для здоровья других лиц.
Законодательство США предусматривает применение принудительных мер медицинского характера к лицам, страдающим расстройством сексуального предпочтения, которое делает их склонными к совершению половых преступлений. Аналогичные меры введены в законодательство России в феврале 2012 года.
В ряде стран предъявляются и иные условия, выступающие в качестве основания применения принудительных мер медицинского характера. Так, часто госпитализация или иные меры принудительного лечения могут применяться лишь в случае, если состояние лица таково, что возникает угроза для его собственной безопасности или для безопасности окружающих, либо угроза причинения иного существенного вреда. Данное условие предусмотрено законодательством Австрии, Азербайджана, Федерации Боснии и Герцеговины, Венгрии, Германии, Греции, Грузии, Казахстана, Кот д’Ивуара, Латвии, Нидерландов, Перу, России. Например, УК Австрии предусматривает, что направление осуждённого в учреждение для правонарушителей, имеющих психические отклонения, возможно, если «из оценки лица, его состояния и вида деяния следует опасение, что оно под влиянием своего духовного или душевного отклонения совершит находящееся под угрозой наказания деяние с тяжкими последствиями».

### Виды принудительных мер медицинского характера
Меры медицинского характера можно разделить на две категории: предполагающие помещение лица в специальное медицинское учреждение (стационар), то есть определённую изоляцию его от окружающей среды в медицинских целях, и не предполагающие такой необходимости (амбулаторное лечение).

#### Принудительное психиатрическое и наркологическое лечение
Конкретный перечень видов принудительных мер медицинского характера зависит от конкретной страны. В Албании, Бразилии, Перу, Румынии предусматривается два вида таких мер: обязательное амбулаторное лечение и обязательное стационарное лечение. В Германии и Парагвае принудительные меры медицинского характера могут быть связаны с помещением в психиатрический стационар и в специальное лечебное заведение для алкоголиков и наркоманов. В странах СНГ (кроме Молдовы) выделяется 4 вида принудительных мер медицинского характера:
- амбулаторное наблюдение и лечение у психиатра (постановка на учёт в психиатрическом диспансере);
- принудительное лечение в психиатрическом стационаре с обычным наблюдением;
- принудительное лечение в психиатрическом стационаре с усиленным наблюдением;
- принудительное лечение в психиатрическом стационаре со строгим наблюдением.

В части стран (Азербайджан, Казахстан, Россия, Таджикистан, Туркменистан) используются несколько иные наименования:
- амбулаторное принудительное наблюдение и лечение у психиатра;
- принудительное лечение в психиатрическом стационаре общего типа;
- принудительное лечение в психиатрическом стационаре специализированного типа;
- принудительное лечение в психиатрическом стационаре специализированного типа с интенсивным наблюдением.

Сущностные различия указанных мер в странах СНГ практически отсутствуют: суть и первой, и второй классификации заключается в установлении «лестницы» режимов психиатрических учреждений в зависимости от степени опасности лица, совершившего общественно опасное деяние, для себя и окружающих.
Алкоголики и наркоманы в ряде стран (Австрия, Великобритания, Германия, Польша) помещаются в специализированные учреждения, имеющие режим, схожий с тюремным. В Грузии указанные лица помещаются в «специальное наркологическое медико-профилактическое учреждение с усиленным наблюдением», в Молдове лечение осуществляется в учреждениях, исполняющих наказание в виде лишения свободы, а после освобождения из них (или в случае, когда назначено наказание, не связанное с лишением свободы) — в «медицинских учреждениях со специальным лечебным режимом»). Законодательство других стран СНГ предусматривает прохождение лечения параллельно с исполнением основного наказания в учреждениях, его исполняющих, или на дому.
Альтернативой психиатрическому или наркологическому лечению в ряде стран (Болгария, Боливия, Латвия, Ливия, Литва, Молдова, Судан, Украина) является передача больного под опеку семьи или иных лиц, осуществляющих уход за больными. Данная мера предполагает, помимо опеки, также медицинское наблюдение. В большинстве стран (Латвия, Литва, Молдова, Украина) данная мера представляет собой не вид принудительных мер медицинского характера, а альтернативный им институт.

#### Кастрация
В некоторых странах (отдельные штаты США) в отношении лиц, совершивших преступления на сексуальной почве, может быть применена так называемая химическая кастрация (добровольно или принудительно), то есть приём препаратов, снижающих половое влечение и исключающих возможность проведения полового акта. Химическая кастрация предполагает недобровольное введение осуждённым специального медицинского препарата, подавляющего половое влечение.
Например, УК Калифорнии предусматривает, что химическая кастрация применяется в отношении лиц, совершивших половые преступления, потерпевшими от которых являются малолетние (до 13-летнего возраста). Химическая кастрация является необходимым условием условно-досрочного освобождения при первом осуждении за такое преступление и обязательна при рецидиве. Данная мера может быть прекращена по решению совета по тюремному заключению.
Кроме того, в некоторых случаях возможно применение и хирургической кастрации. В США хирургическая кастрация допускается лишь в отдельных штатах (например, Техасе) и лишь с согласия осуждённого.

### Сроки применения принудительных мер медицинского характера
В большинстве стран принудительные меры медицинского характера являются бессрочными, то есть имеют неограниченную ни сверху, ни снизу продолжительность. Их прекращение или изменение связывается не с какими-либо формальными условиями, а с реальным улучшением состояния больного. Так, п. 6 ст. 98 УК Литвы указывает: «суд не устанавливает сроков применения принудительных медицинских мер. Они применяются до тех пор, пока лицо не выздоравливает, либо улучшается его психическое состояние и лицо перестаёт быть общественно опасным».
Поскольку принудительные меры медицинского характера назначаются, как правило, судом, данный орган имеет и привилегию решать вопрос об их прекращении или изменении. Основанием для рассмотрения этого вопроса обычно является ходатайство медицинского учреждения, которое, в свою очередь, обязано регулярно проводить обследования содержащегося в нём лица.
В некоторых странах продолжительность принудительных мер медицинского характера всё же ограничивается; обычно ограничения касаются алкоголиков и наркоманов, но бывает, что ограничивается и продолжительность психиатрического лечения. По законодательству Федерации Боснии и Герцеговины, Вануату, Германии, Греции, Польши лицо не может находиться в лечебном учреждении для алкоголиков и наркоманов более 2 лет; в Великобритании — более 3 лет.
Продолжительность психиатрического лечения ограничивается в праве Федерации Боснии и Герцеговины (2 года, только амбулаторное лечение), Вануату (5 лет, стационарное лечение), Нидерландов (4 года, за исключением лиц, совершивших деяния, направленные против физической неприкосновенности). Законодательство ряда стран (Испания, Колумбия, Мексика, Перу) предусматривает, что срок психиатрического лечения не должен превышать максимального срока наказания за совершённое лицом деяние, однако это обычно означает, что после истечения данного срока принудительное лечение лица может осуществляться уже не в уголовном, а в административном порядке.
По УК Италии, лицо не может находиться в психиатрическом стационаре менее определённого срока: 1 год по преступлениям, наказываемым лишением свободы на срок свыше 5 лет; 3 года по преступлениям, наказываемым лишением свободы на срок свыше 10 лет.
Время, которое лицо находится на стационарном психиатрическом лечении, обычно засчитывается в срок наказания при его выздоровлении из расчёта день за день.

## Принудительные меры медицинского характера в уголовном праве России

### История
По Соборному уложению 1649 года и «Новоуказным статьям о татьбах, разбойных и убийственных делах» (1669), душевнобольные, совершившие убийство, признавались не способными нести ответственность за данное преступление. Однако принудительное лечение таких лиц законодательством не предусматривалось. На практике, в России душевнобольные, совершившие общественно опасные деяния, в XV—XVIII веках помещались в монастыри, а совершившие тяжкие преступления — в тюрьмы. Указом Екатерины II, изданным в 1776 году, предписывалось помещать психически нездоровых лиц, совершивших преступления, в Суздальский монастырь, где они должны были содержаться не скованными, а обращаться с ними надлежало «с возможною по человечеству умеренностью». Реально меры, применяемые к душевнобольным, оставались направленными скорее на их усмирение, чем на лечение.
Впервые норма, предусматривающая необходимость принудительного лечения психически больных лиц, совершивших убийство, была включена в Свод законов 1832 года. Они помещались в дома для сумасшедших, где должны были содержаться отдельно от прочих больных в специальных отделениях. Другие душевнобольные от наказания освобождались.
Уложение о наказаниях уголовных и исправительных 1845 года достаточно подробно регламентировало принудительное лечение душевнобольных. В дом умалишённых принудительно помещались лица, безумные от рождения или сумасшедшие, совершившие убийство, покушение на собственную жизнь и поджог. Психиатрическое освидетельствование таких лиц проводилось в рамках рассмотрения уголовного дела. По определению Окружного суда или Судебной палаты они могли принудительно помещаться в дом умалишённых. Содержание там прекращалось лишь после того, как истекут два года с момента проявления симптомов заболевания, либо после отпадения опасности больного.
По Уголовному уложению 1903 года обязательное помещение во врачебное заведение применялось к лицам, которые в состоянии невменяемости совершали убийство, весьма тяжкое телесное повреждение, изнасилование, поджог или покушение на одно из этих деяний. В остальных случаях, когда лицо нуждалось в присмотре из-за опасности для себя и окружающих, помимо помещения во врачебное заведение, лицо могло отдаваться под ответственный надзор родителей или иных аналогичных лиц.
Руководящие начала по уголовному праву 1919 года предусматривали применение к невменяемым лицам принудительных мер и мер предосторожности. УК РСФСР 1922 года рассматривал принудительное лечение в рамках общей категории «мер социальной защиты», включавшей в том числе меры наказания. Ввиду этого данная мера применялась по приговору суда. УК РСФСР 1926 года выделял такие меры защиты медицинского характера, как принудительное лечение и помещение в лечебное заведение, соединённое с изоляцией. Сам порядок принудительного лечения регулировался подзаконными актами.
УК РСФСР 1960 года достаточно подробно рассматривал принудительные меры медицинского характера, указывая на их виды и условия применения. Больные могли помещаться в психиатрические больницы общего (находящиеся в ведении Минздрава) или специального (находящиеся в ведении МВД) типа. Выбор типа стационара соответствовал характеру заболевания, опасности больного для окружающих и тяжести общественно опасных действий. В 1988 году поправки в УК РСФСР создали новую систему учреждений, исполняющих принудительные меры медицинского характера. Ими стали психиатрические больницы с обычным, усиленным и строгим наблюдением. Кодекс содержал также нормы, регламентирующие порядок назначения, изменения и прекращения принудительного лечения.
В разработанной в позднесоветский период Теоретической модели Общей части Уголовного кодекса достаточно подробно рассматривался институт принудительных мер медицинского характера. В качестве оснований применения таких мер назывались факт совершения лицом общественно опасного деяния, предусмотренного уголовным законом; наличие у этого лица психического заболевания либо алкоголизма или наркомании; необходимость лечения такого лица вследствие его психического состояния, представляющего опасность причинения им вреда себе или окружающим. Целями применения таких мер признавались излечение или изменение состояния больного, делающее его безопасным для общества, предупреждение общественно опасных деяний, охрана прав и законных интересов психически больных. Для лиц, совершивших преступления в состоянии ограниченной вменяемости, предполагалось применение таких мер, как лечение, соединённое с отбыванием наказания в виде лишения свободы, и лечение в психоневрологическом диспансере по месту жительства.
Во многом положения Теоретической модели были учтены при подготовке Основ уголовного законодательства Союза ССР и республик 1991 года и УК РФ 1996 года.

### Сущность
Сущность, условия и порядок применения принудительных мер медицинского характера регламентируются уголовным, уголовно-исполнительным и уголовно-процессуальным законодательством, Федеральным законом от 21.11.2011 № 323-ФЗ «Об основах охраны здоровья граждан в Российской Федерации», Законом РФ от 02.07.1992 № 3185-1 «О психиатрической помощи и гарантиях прав граждан при её оказании», Федерального закона от 7 мая 2009 № 92-ФЗ «Об обеспечении охраны психиатрических больниц (стационаров) специализированного типа с интенсивным наблюдением», а также иными нормативными правовыми актами, в том числе Постановлением Правительства Российской Федерации от 6 февраля 2004 № 54 «О медицинском освидетельствовании осужденных, представляемых к освобождению от отбывания наказания в связи с болезнью», Приказом Министерства здравоохранения и социального развития Российской Федерации и Министерства юстиции Российской Федерации от 17 октября 2005 № 640/190 «О порядке организации медицинской помощи лицам, отбывающим наказание в местах лишения свободы и заключенным под стражу». Кроме того, учитываются положения международных актов, практика Европейского Суда по правам человека. Также существует Постановление Пленума Верховного Суда РФ от 07.04.2011 № 6 «О практике применения судами принудительных мер медицинского характера», дающее толкование упомянутым положениям законодательства.
В законодательстве не приводится определения понятию «принудительные меры медицинского характера». Их сущность заключается в применении к лицу принудительного психиатрического наблюдения и лечения. Порядок и основания применения данных мер раскрываются в уголовном законодательстве. Компетентным органом, имеющим право их применять, является суд, который руководствуется в своём решении заключением судебно-психиатрической экспертизы. Данные меры применяются к лицам, страдающим психическими расстройствами и расстройствами сексуального предпочтения в целях их излечения или улучшения их состояния здоровья, их социальной адаптации, а также обеспечения их личной безопасности и безопасности общества.
Принудительные меры медицинского характера носят медико-юридический характер. Они назначаются, изменяются и отменяются на основании медицинского диагноза, выявляемого специалистами-психиатрами, и имеют в первую очередь медицинские цели. В то же время, основания, цели, виды, порядок назначения, исполнения, продления, изменения и прекращения принудительных мер медицинского характера имеют юридическую природу и регламентируются уголовным, уголовно-исполнительным и уголовно-процессуальным законодательством.
Принудительные меры медицинского характера не являются наказанием и не входят в содержание уголовной ответственности. Хотя данные меры имеют характер государственного принуждения, и применяются судом, их применение осуществляется на основании не приговора, а определения суда; имеет иные цели по сравнению с наказанием (не направлено на исправление или восстановление социальной справедливости); не связано с отрицательной оценкой со стороны государства факта совершения общественно опасного деяния; не зависит от сроков наказания, предусмотренного за совершённое деяние, а лишь от состояния лица; не влечёт судимости.
Действующий УК РФ относит их, наряду с конфискацией имущества, к иным мерам уголовно-правового характера. Нормы, регулирующие основания и порядок применения данных мер, содержатся в главе 15 раздела VI Уголовного кодекса РФ.
Понятие «принудительные меры медицинского характера» следует отличать от понятия «недобровольные психиатрические меры»: в последнем случае речь идёт обычно о применении лечения без согласия (вопреки согласию) к лицам, не совершившим противоправных действий. В Российской Федерации необходимые и достаточные условия, допускающие недобровольную госпитализацию определённых категорий лиц с психическими расстройствами, определяются в статье 29 Закона РФ «О психиатрической помощи и гарантиях прав граждан при её оказании».

### Основания назначения принудительных мер медицинского характера
Уголовный закон России устанавливает исчерпывающий перечень оснований назначения лицу принудительных мер медицинского характера:
- совершение лицом общественно опасного деяния, предусмотренного статьями Особенной части Уголовного кодекса РФ, в состоянии невменяемости.
- наступление у лица, после совершения преступления психического расстройства, делающего невозможным назначение или исполнение уголовного наказания.
- совершение преступления лицом, страдающим психическими расстройствами, не исключающими вменяемости.
- совершение преступления против половой неприкосновенности несовершеннолетнего, не достигшего четырнадцатилетнего возраста лицом в возрасте старше восемнадцати лет, страдающим расстройством сексуального предпочтения (педофилией), не исключающим вменяемости.

Принудительные меры медицинского характера назначаются судом только в тех случаях, когда лица, которым они назначены, представляют в силу психического расстройства опасность для себя или окружающих, либо они способны причинить иной существенный вред. Таким образом, назначение данных мер не является обязательным при выявлении психического расстройства у лица, совершившего преступление: суд должен спрогнозировать вероятность совершения им общественно опасных поступков в будущем и на этой основе принять решение. В отношении не опасных лиц суд вправе передать необходимые материалы в органы здравоохранения для решения вопроса о лечении этих лиц или направлении их в психоневрологические учреждения социального обеспечения в порядке, предусмотренном законодательством Российской Федерации о здравоохранении.
Оценка опасности лица для себя и окружающих представляет собой достаточно сложный вопрос. Обычно считается, что опасность должна проявляться в возможности совершения лицом новых общественно опасных деяний, запрещённых Уголовным кодексом, либо в причинении самому себе аналогичного вреда. В законодательстве России не разрешён вопрос о степени опасности таких деяний, однако зарубежный опыт говорит о необходимости применения принудительного лечения, лишь если есть риск совершения деяния, носящего агрессивно-насильственный характер. При оценке опасности учитываются различные факторы: медицинские (диагноз, степень тяжести расстройства, прогноз его развития и др.), социальные (история злоупотребления алкоголем, наркотиками, токсическими веществами, совершение правонарушений в прошлом, наличие семьи, родственников, жилья и др.). При этом на практике социальные индикаторы имеют значительно большую прогностическую ценность.

### Виды принудительных мер медицинского характера
Уголовный закон России в ст. 99 устанавливает исчерпывающий перечень видов принудительных мер медицинского характера:
- амбулаторное принудительное наблюдение и лечение у психиатра — может быть назначено лицу, которое по своему психическому состоянию не нуждается в помещении в психиатрический стационар.
- принудительное лечение в психиатрическом стационаре общего типа — может быть назначено лицу, которое по своему психическому состоянию нуждается в стационарном лечении и наблюдении, но не требует интенсивного наблюдения.
- принудительное лечение в психиатрическом стационаре специализированного типа — может быть назначено лицу, которое по своему психическому состоянию требует постоянного наблюдения.
- принудительное лечение в психиатрическом стационаре специализированного типа с интенсивным наблюдением — может быть назначено лицу, которое по своему психическому состоянию представляет особую опасность для себя или других лиц и требует интенсивного и постоянного наблюдения.

Выбор того или иного вида принудительных мер зависит в первую очередь от психического состояния больного, с которым связана опасность его для себя и окружающих и возможность повторного совершения общественно опасных действий. Выбор конкретной меры производится судом на основании сведений, содержащихся в заключении судебно-психиатрической экспертизы.
Ст. 100 УК РФ устанавливает, что амбулаторное принудительное наблюдение и лечение у психиатра назначается, если лицо по своему психическому состоянию не нуждается в помещении в психиатрический стационар, не требует постоянного контроля со стороны медицинских работников. Это означает, в частности, что лицо должно осознавать наличие расстройства и относительно адекватно оценивать своё состояние, быть склонно к соблюдению режима лечения, не иметь выраженных поведенческих отклонений. Как правило, не требуют помещения в психиатрический стационар лица, у которых расстройство психики носило временный характер и уже закончилось к моменту принятия судом решения, при отсутствии опасности рецидива заболевания; лица, страдающие хроническими психическими расстройствами и слабоумием, которые прошли курс лечения в психиатрическом стационаре, который привёл к улучшению их психического состояния, но которые всё ещё нуждаются в медицинском наблюдении для предупреждения возможного рецидива заболевания.
Кроме того, амбулаторное принудительное наблюдение и лечение у психиатра назначается лицам, совершившим преступление в состоянии психического расстройства, не исключающего вменяемости, если такое расстройство сопряжено с поведенческими нарушениями (расстройства личности, лёгкие формы олигофрении, органические поражения мозга, невротические состояния и др.). Лечение данной категории лиц происходит одновременно с исполнением наказания.
Суть данной меры заключается в регулярных осмотрах больного врачом-психиатром, назначающим медикаментозные и иные формы лечения, а также в оказании больному социальной помощи. В ситуации, когда данная мера применяется к лицу, которое не отбывает наказание в виде лишения свободы, она позволяет оставить ненарушенными образ жизни и социальные связи больного.
Ст. 101 УК РФ устанавливает, что принудительное лечение в психиатрическом стационаре назначается, если психическое расстройство лица требует таких условий лечения, ухода, содержания и наблюдения, которые могут осуществляться только в психиатрическом стационаре. Тип стационара (общий, специализированный, специализированный с интенсивным наблюдением) определяется судом. При этом учитываются как требования к безопасности как самого лица, к которому применяются меры, и иных лиц, так и необходимость соблюдения прав и законных интересов госпитализируемого лица. Психиатрические стационары в России находятся в ведении Минздравсоцразвития РФ.
Психиатрические стационары общего типа, исполняющие принудительные меры медицинского характера, представляют собой отделения психиатрических больниц или иных медицинских учреждений, в которых оказывается стационарная психиатрическая помощь. Помещённые в них лица содержатся вместе с иными больными, страдающими психическими заболеваниями, к ним применяются общие требования режима указанных учреждений, за исключением того, что они не могут покидать пределы отделения: им не предоставляются домашние отпуска, возможность свободного выхода и т. д.
Принудительное лечение в психиатрическом стационаре общего типа может быть назначено лицу, которое по своему психическому состоянию нуждается в стационарном лечении и наблюдении, но не требует интенсивного наблюдения. В таких стационарах наблюдение за пациентами не носит постоянного характера, не включает их изоляцию и физическое стеснение. Современные стандарты оказания психиатрической помощи предполагают достаточно свободный режим содержания таких больных. Ввиду этого, применение данной меры допустимо при условии, что состояние больного не требует применения к нему специальных мер безопасности. Данная мера применима к лицам, которые не склонны нарушать режим пребывания в психиатрическом стационаре, состояние здоровья которых требует стационарного лечения, например, в результате некритической оценки своего состояния.
Принудительное лечение в психиатрическом стационаре специализированного типа может быть назначено лицу, которое по своему психическому состоянию требует постоянного наблюдения. Психиатрические стационары специализированного типа имеют усиленный режим содержания, включающий меры, позволяющие не допустить повторного совершения общественно опасных деяний, исключить возможность побегов осуждённых. К больным, содержащимся в таких стационарах, применяют специализированные реабилитационно-профилактические и коррективно-восстановительные лечебные мероприятия.
Обычно такие стационары представляют собой специализированные отделения крупных психиатрических больниц. Особенности режима таких учреждений включают усиленный контроль и наблюдение за пациентами (наличие видеонаблюдения, охранной сигнализации, изолированные прогулочные дворы, осуществление контроля содержания передач), применение более интенсивных лечебных мероприятий (в частности, трудотерапии), наличие дополнительного медицинского персонала и служб охраны, обеспечивающих постоянное наблюдение. В них помещаются лица, склонные к нарушению режима (например, к совершению побегов или употреблению спиртного), а также к повторному совершению общественно опасных деяний.
Принудительное лечение в психиатрическом стационаре специализированного типа с интенсивным наблюдением может быть назначено лицу, которое по своему психическому состоянию представляет особую опасность для себя или других лиц и требует постоянного и интенсивного наблюдения. Такие стационары организуются в форме имеющих федеральное подчинение межрегиональных специализированных психиатрических больниц. Для обеспечения безопасности персонала и больных, наружной охраны и надзора за поведением больных в таких стационарах привлекаются органы внутренних дел. Медицинский персонал занимается лишь лечебной работой. В такие стационары помещаются лица, совершившие тяжкие и особо тяжкие общественно опасные деяния, склонные к систематическому занятию общественно опасной деятельностью, грубым нарушениям режима (применение насилия к администрации и медицинскому персоналу, побеги, организация бунтов и беспорядков). Зачастую подобные лица очень слабо поддаются лечению.
Как правило, принудительное лечение проходит по месту жительства больного, его родственников и законных представителей, что даёт возможность обеспечить сохранение социальных связей и продолжить лечение по окончании применения принудительной меры в добровольном порядке в том же медицинском учреждении.
УК РФ не предусматривает особенностей применения принудительных мер медицинского характера в отношении несовершеннолетних. Данной категории лиц при отсутствии медицинских противопоказаний должна быть предоставлена возможность продолжить обучение и профессиональную подготовку в период применения принудительных мер.

#### Принудительные меры медицинского характера, соединенные с исполнением наказания
Если психическое расстройство лица не исключает его вменяемости, принудительное лечение может осуществляться одновременно с исполнением наказания. Принудительные меры медицинского характера в отношении таких лиц исполняются по месту отбывания лишения свободы, а в отношении осуждённых к иным видам наказаний — в учреждениях органов здравоохранения, оказывающих амбулаторную психиатрическую помощь. В уголовно-исполнительной системе для лечения данной категории лиц создаются специализированные психиатрические больницы и лечебные исправительные учреждения.
При изменении психического состояния осуждённого, требующем стационарного лечения, помещение осуждённого в психиатрический стационар или иное лечебное учреждение осуществляется на общих основаниях в порядке, предусмотренном законодательством о здравоохранении (то есть, не в порядке применения принудительных мер медицинского характера). Осуждённые к лишению свободы при этом помещаются в стационарные лечебно-профилактические учреждения мест лишения свободы, иные осуждённые — в психиатрические стационары органов здравоохранения. Течение срока наказания при этом не прерывается, время пребывания в указанных учреждениях засчитывается в срок отбывания наказания. Выписка из указанных учреждений также регулируется законодательством о здравоохранении.

### Продление, изменение и прекращение принудительных мер медицинского характера
Продление, изменение и прекращение применения принудительных мер медицинского характера осуществляются судом по представлению администрации учреждения, осуществляющего принудительное лечение, или уголовно-исполнительной инспекции, контролирующей применение принудительных мер медицинского характера, на основании заключения комиссии врачей-психиатров. Судебный контроль за продлением, изменением и прекращением принудительного психиатрического лечения является важной гарантией соблюдения законности, прав и интересов пациентов.
Лицо, которому назначена принудительная мера медицинского характера, подлежит освидетельствованию комиссией врачей-психиатров не реже одного раза в 6 месяцев для решения вопроса о наличии оснований для внесения представления в суд о прекращении применения или об изменении такой меры. Освидетельствование такого лица проводится по инициативе лечащего врача, если в процессе лечения он пришёл к выводу о необходимости изменения принудительной меры медицинского характера либо прекращения её применения, а также по ходатайству самого лица, его законного представителя и (или) близкого родственника. Ходатайство подаётся через администрацию учреждения, осуществляющего принудительное лечение, или уголовно- исполнительную инспекцию, осуществляющую контроль за применением принудительных мер медицинского характера, вне зависимости от времени последнего освидетельствования.
При отсутствии оснований для прекращения применения или изменения принудительной меры медицинского характера администрация учреждения, осуществляющего принудительное лечение, или уголовно-исполнительная инспекция, осуществляющая контроль за применением принудительных мер медицинского характера, представляет в суд заключение для продления принудительного лечения. Первое продление принудительного лечения может быть произведено по истечении 6 месяцев с момента начала лечения, в последующем продление принудительного лечения производится ежегодно.
В отношении лиц, отбывающих наказание за половые преступления против несовершеннолетних, не достигших 14-летнего возраста, суд на основании внесённого не позднее чем за 6 месяцев до истечения срока исполнения наказания ходатайства администрации учреждения, исполняющего наказание, назначает судебно-психиатрическую экспертизу. Она проводится для решения вопроса о необходимости применения к лицу принудительных мер медицинского характера в период условно-досрочного освобождения или в период отбывания более мягкого вида наказания, а также после отбытия наказания. По итогам экспертизы суд может назначить принудительную меру медицинского характера в виде амбулаторного принудительного наблюдения и лечения у психиатра, или прекратить её применение.
Изменение или прекращение применения принудительной меры медицинского характера осуществляется судом в случае такого изменения психического состояния лица, при котором отпадает необходимость в применении ранее назначенной меры либо возникает необходимость в назначении иной принудительной меры медицинского характера.
Изменение принудительной меры медицинского характера может быть связано с её смягчением или, напротив, с усилением, в зависимости от состояния пациента и тенденций его развития. Прекращение применения принудительных мер может быть связано с различными обстоятельствами. Во-первых, это излечение болезни, явившейся основанием для их назначения. Однако в связи с неизлечимым характером большинства психических заболеваний говорить о полном излечении в большинстве случаев невозможно. Поэтому основанием прекращения принудительных мер может служить также наступление стойкой ремиссии заболевания, в результате чего опасность для себя и окружающих лицом утрачивается. Во-вторых, основанием для прекращения принудительных мер может быть и такое течение заболевания, которое сопряжено со стойким медицинским ухудшением состояния больного, делающим его неспособным к совершению опасных действий (например, с прогрессированием слабоумия, утратой способности осуществлять какую-либо последовательную деятельность и т. д.).
В случае прекращения применения принудительного лечения в психиатрическом стационаре суд может передать необходимые материалы в отношении лица, находившегося на принудительном лечении, органам здравоохранения для решения вопроса о его лечении или направлении в психоневрологическое учреждение социального обеспечения в порядке, предусмотренном законодательством РФ о здравоохранении.
В случае излечения лица, у которого психическое расстройство наступило после совершения преступления, при назначении наказания или возобновлении его исполнения время, в течение которого к лицу применялось принудительное лечение в психиатрическом стационаре, засчитывается в срок наказания из расчёта один день пребывания в психиатрическом стационаре за один день лишения свободы.
Применение принудительных мер медицинского характера, соединённых с исполнением наказания, может быть прекращено судом по представлению органа, исполняющего наказание, на основании заключения комиссии врачей-психиатров.